# Помье (Эна)
Помье́ (фр. Pommiers) — коммуна во Франции, находится в регионе Пикардия. Департамент коммуны — Эна. Входит в состав кантона Суасон-1. Округ коммуны — Суасон.
Код INSEE коммуны — 02610.

## Население
Население коммуны на 2010 год составляло 637 человек.
| 1962 | 1968 | 1975 | 1982 | 1990 | 1999 | 2010 |
| ---- | ---- | ---- | ---- | ---- | ---- | ---- |
| 443  | 437  | 443  | 587  | 646  | 601  | 637  |

## Экономика
В 2010 году среди 433 человек трудоспособного возраста (15—64 лет) 302 были экономически активными, 131 — неактивными (показатель активности — 69,7 %, в 1999 году было 67,7 %). Из 302 активных жителей работали 284 человека (158 мужчин и 126 женщин), безработных было 18 (9 мужчин и 9 женщин). Среди 131 неактивных 23 человека были учениками или студентами, 67 — пенсионерами, 41 были неактивными по другим причинам.